# Сухово (Кемеровський округ)
Су́хово (рос. Сухово) — присілок у складі Кемеровського округу Кемеровської області, Росія.

## Населення
Населення — 363 особи (2010; 130 у 2002).
Національний склад (станом на 2002 рік):
- росіяни — 92 %